# 史崔克裝甲車族
史崔克裝甲車族（Stryker vehicle）是美軍為21世紀戰場設計的新式八輪裝甲車族，是在瑞士的水虎魚-3和加拿大的LAV-3的基礎上經過改造而成，以美國國會榮譽勳章的兩位獲獎士兵一等兵斯圖亞特·S·史崔克（Stuart S. Stryker）和四級技術專員兵羅伯特·F·史崔克（Robert F. Stryker）名字命名，由通用動力的子公司通用陸地系統設計生產，目前預定產量為2400輛以上。

## 概述
为了让美国陆军适应冷战后的战争情况，1999年10月美国陆军参谋长艾力·健·新关提出了《美國陸軍轉型計畫》，该计划指出，美国陆军為了适应世界各地各種強度不同的局部武裝衝突，需要建立能够快速介入、快速抵達、快速展開卻又高度資訊科技化的地面輕裝甲部隊。美国陆军需要开发一种介于防护能力强、但是机动性稍差的M2布拉德利步兵战车和机动性强、但是防护能力差的悍马之间的装甲车。2000年10月，美国政府决定对瑞士的水虎魚-3和加拿大的LAV-3进行改进，以开发出一种新装甲车。
美国政府让一些旅級戰鬥隊装备史崔克装甲车族，以建立史崔克战斗旅（Stryker Brigade Combat Team，SBCT）。美国政府计划史崔克战斗旅能夠以多架C-130運輸機完全空運投射到前線，全旅級戰鬥隊以悍馬車和史崔克為移動載具，直接開下飛機後就能作原野戰或城市戰，目的在衝突擴大前期就予以介入和壓制敵軍士氣，同時進行第一線戰場評估以供後方統帥做下一步決策。若評估結果戰爭可能擴大必要投入後續重型兵力，此時史崔克旅級戰鬥隊能夠搶先佔領固守一些戰術要點等待後續較慢的重型兵力抵達。
美国政府还计划史崔克旅級戰鬥隊的所有車輛实行完全資訊化，美國防部並提出「以資訊和機動代替裝甲」的口號和軍事衛星及空中武力做即時電腦連結交換資訊，掌握敵軍主力動態，必要時能直接用車上電腦系統協調空襲和砲擊，期望以此資訊戰方式使車輛本身不需搭載重武裝和重裝甲，獲得更高機動性和空運力。
史崔克装甲车投入实战后出现了一些问题，美国陆军对史崔克装甲车族进行了一些改进。
2012年8月时，在美国军队中服役的史崔克装甲车族的装甲车已经有4187辆。

## 車型
史崔克装甲车族最大特點與創新在於幾乎所有的延伸車型都可以用即時套件昇級方式從基礎型改裝而來，改裝可以在戰場前線上完成，因此提供了極大的運用彈性。若有某一型車戰損不必再等待從後方運補，可以抽調另一台較不重要的車型改裝。

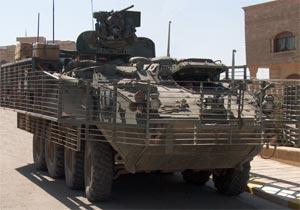
M1126裝甲運兵車加裝柵欄裝甲
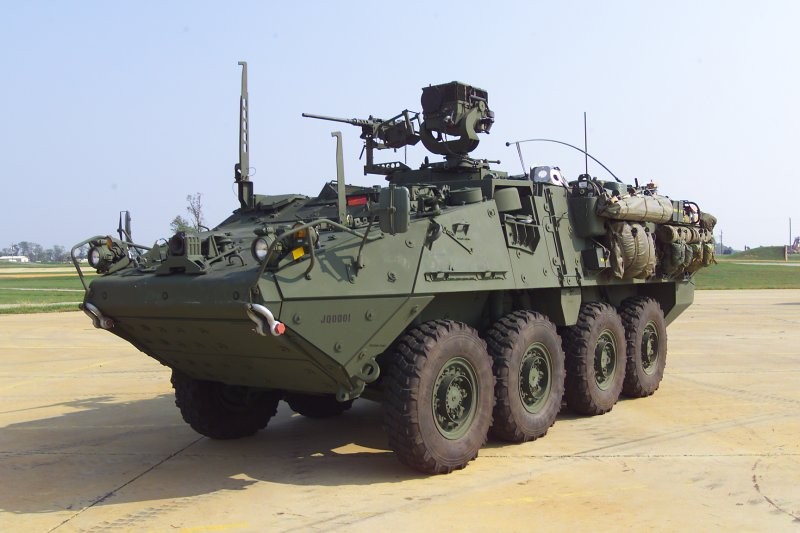
M1127偵察車
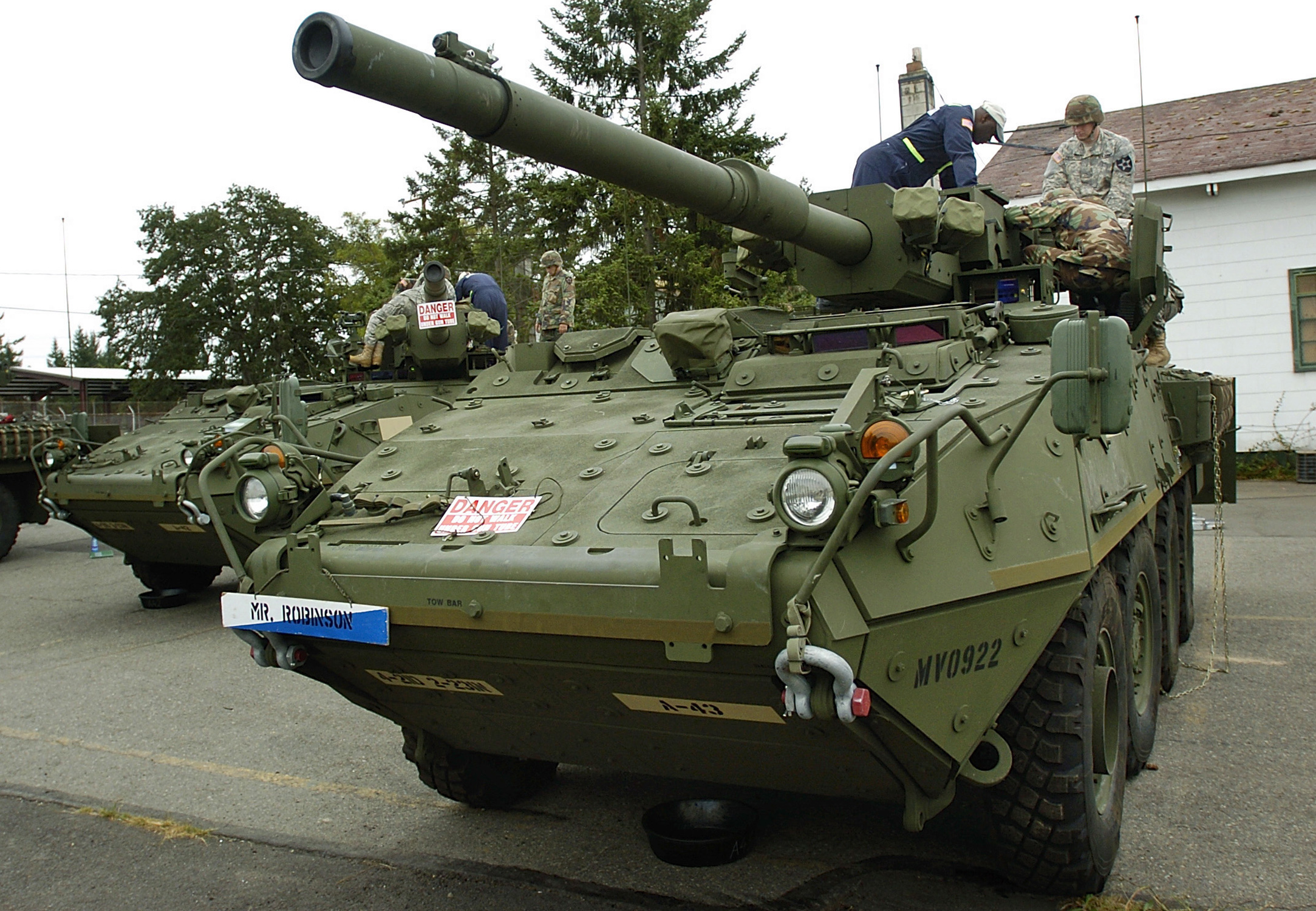
M1128機動炮車
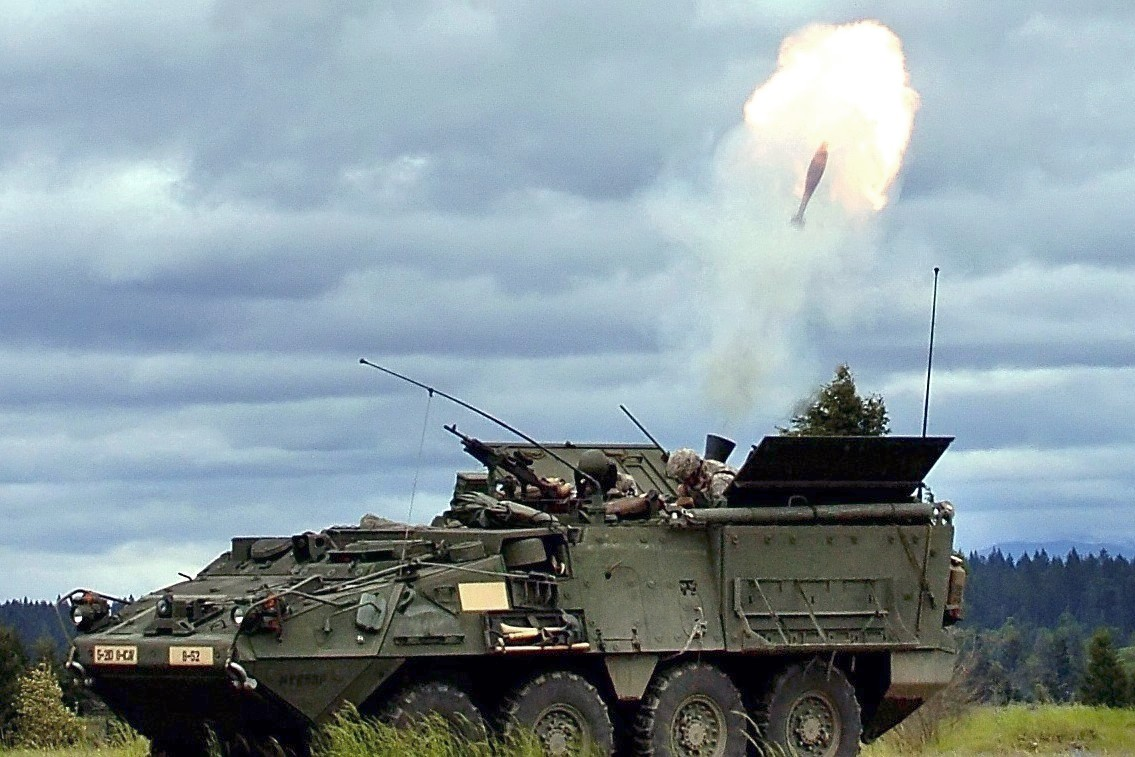
M1129迫擊炮車
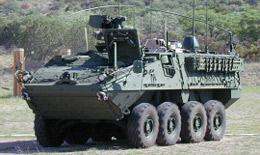
M1130指揮車
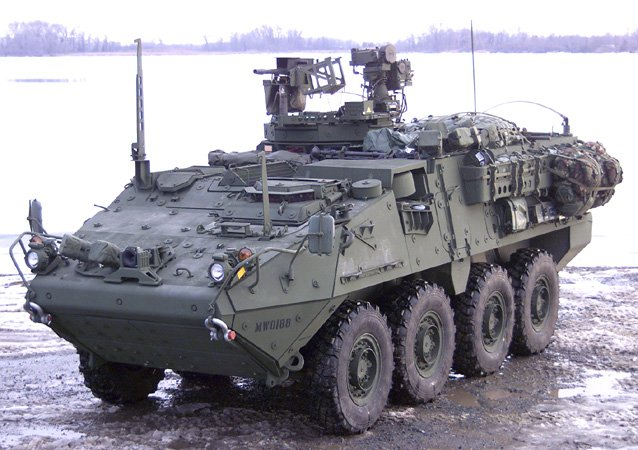
M1131炮兵觀測車
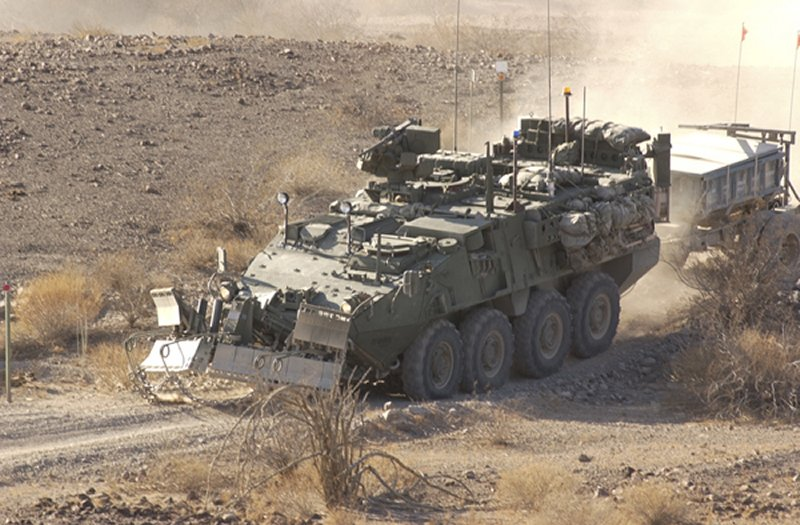
M1132工兵車
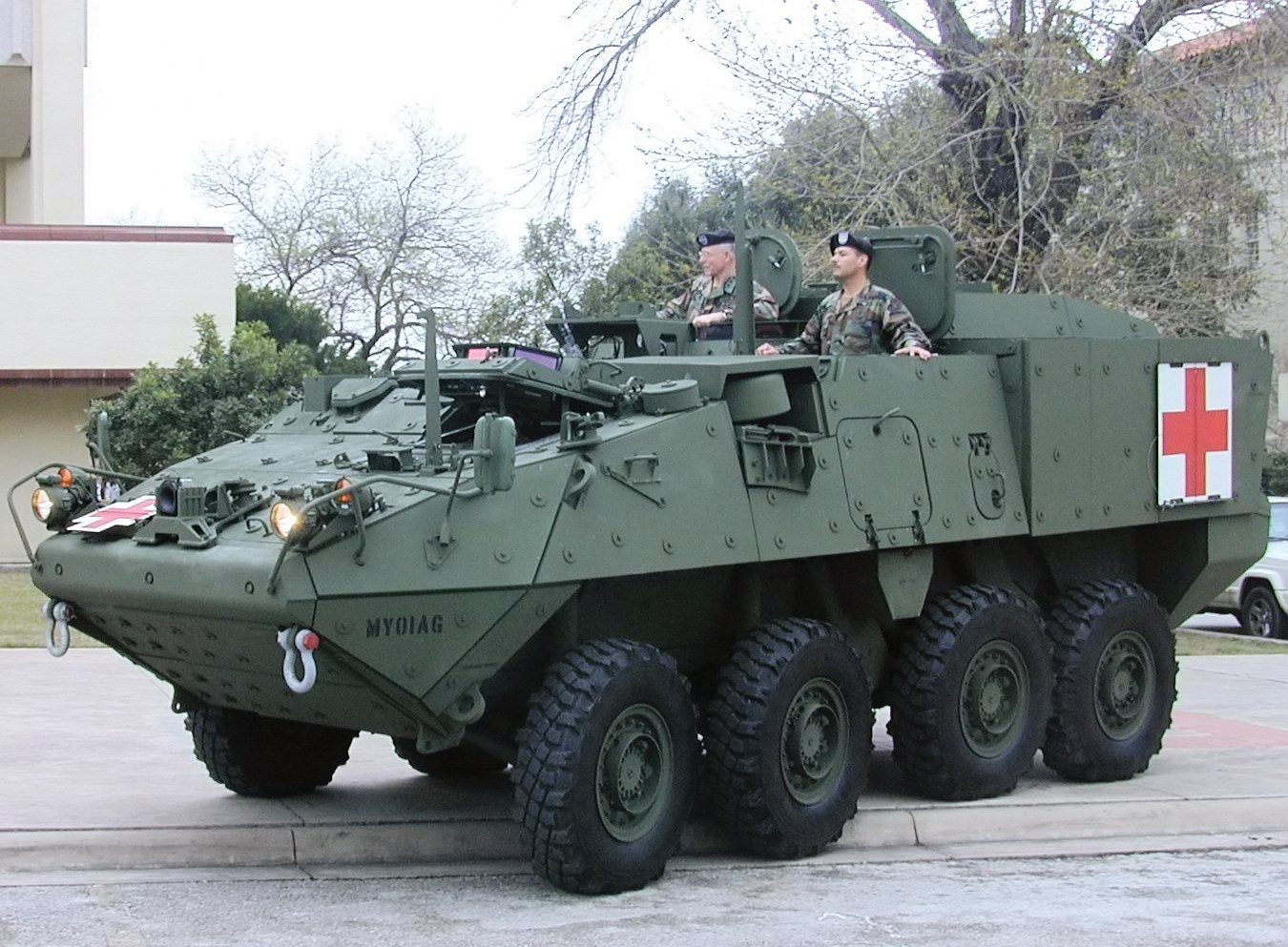
M1133野戰急救車
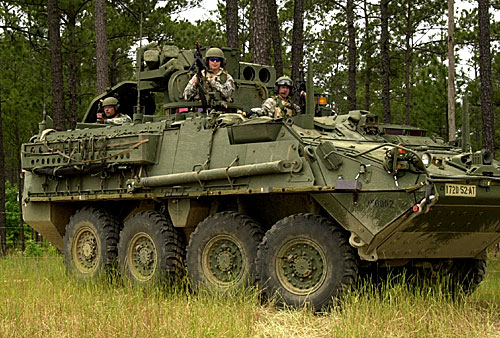
M1134反戰車飛彈車
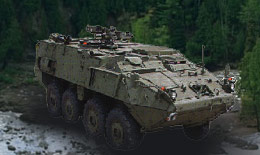
M1135核生化偵測車
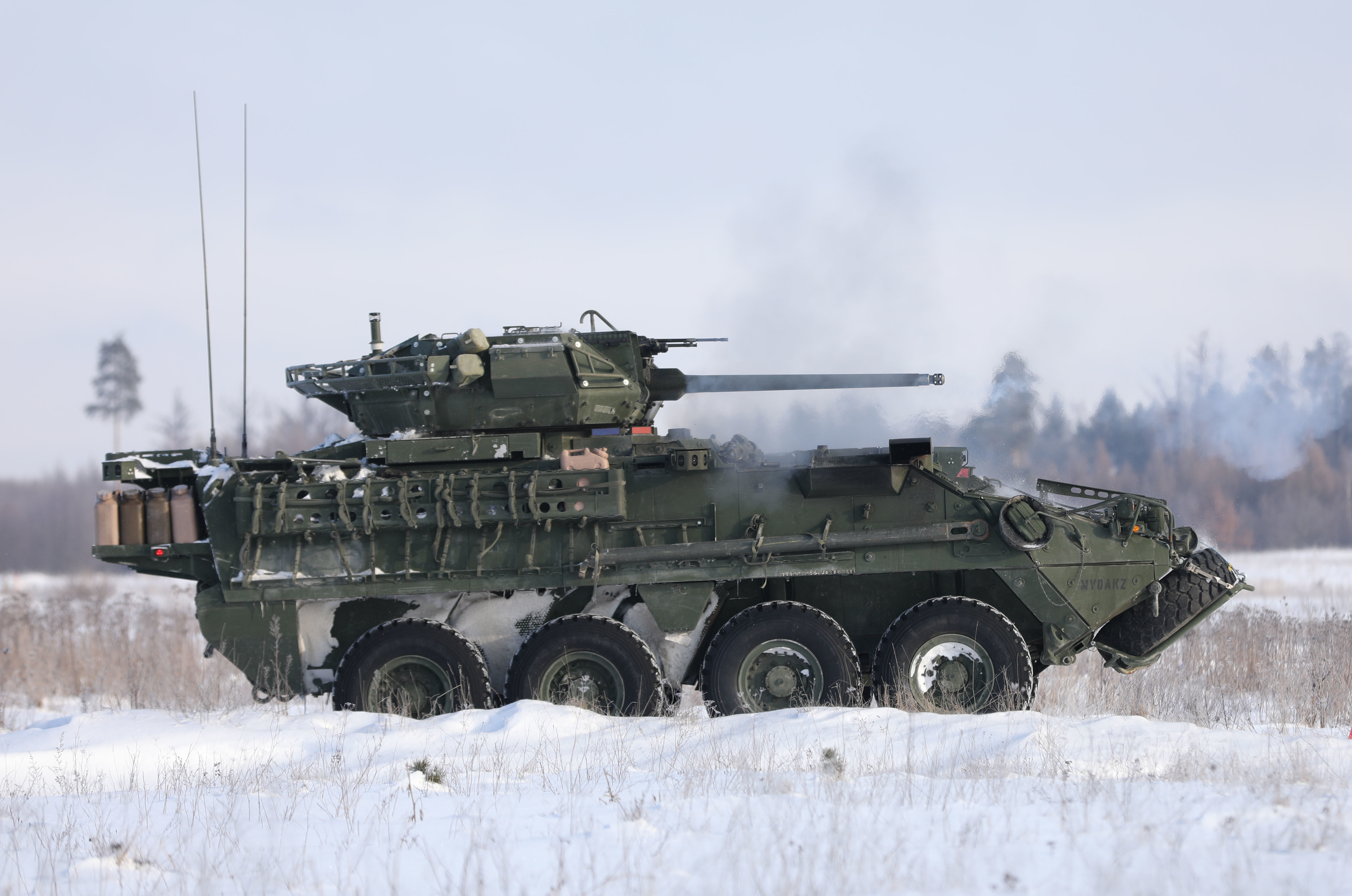
M1296龍騎兵步兵戰車（英语：Stryker#30 mm cannon）
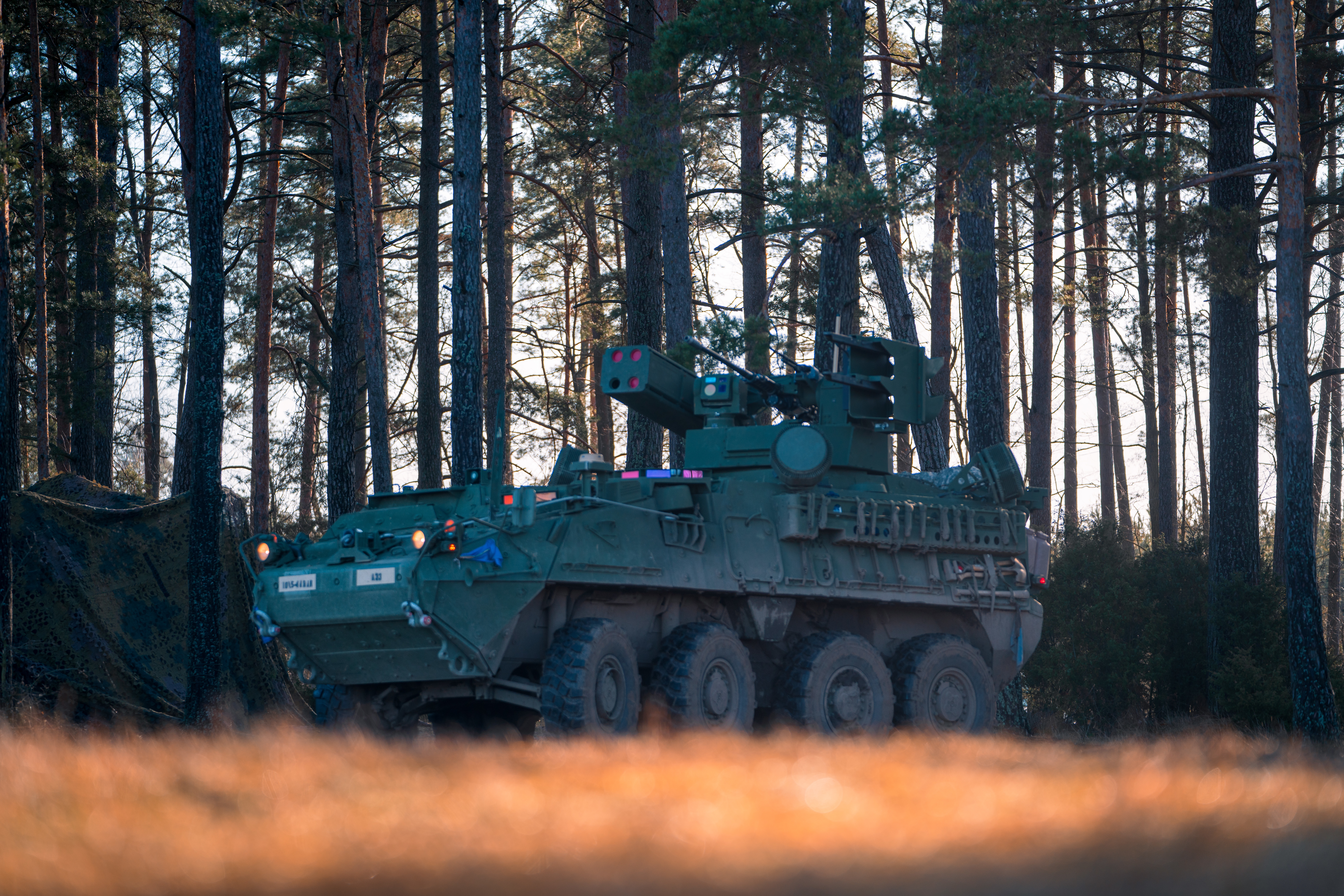
史崔克 M-SHORAD（英语：Stryker#SHORAD）

### M1126裝甲運兵車
M1126裝甲運兵車是史崔克装甲车族的最基本型号，其它的史崔克装甲车族成员都是在它的基础上改进而来。M1126裝甲運兵車能搭載一個全副武裝加強步兵班，一位駕駛和一位車長。M1126裝甲運兵車重16.47吨，有一个防御者M151遥控武器系统，可以让士兵在车辆内操作武器。M1126裝甲運兵車装备的武器有：1挺12.7毫米M2重机枪、1挺40毫米Mk 19自動榴彈發射器、1挺7.62毫米M240通用机枪等。

### M1127偵察車
M1127偵察車是史崔克旅級戰鬥隊的偵查搜救營（RSTA）的基本配備，加裝諸多光學感測器和情報用電腦，它负责在战场上移动以侦查敌军情况并将信息传送给指挥部。

### M1128機動炮車
M1128機動炮車加裝了105mm由GDLS製造的低型砲塔，能360度迴轉仰角18度的直射火力，主砲使用自動裝填機能裝9發，砲塔內的彈艙另有9發合計18發，射速為每分鐘6發，旅下各步兵營配發三輛。雖然可用來執行部分反戰車任務，但主要任務是除障/反工事/反人員/反輕裝甲目標。

### M1129迫擊炮車
M1129迫擊炮車在史崔克旅級戰鬥隊下的各步兵連的迫擊砲班配有一辆，它搭載有M121迫擊炮，M121迫擊砲直接由車內射擊。M1129迫擊炮車能够提供随叫随到的支持火力（普通迫擊炮彈、照明彈、红外照明彈、煙霧彈、DPICM集束炸彈）。

### M1130指揮車
M1130指揮車具有多種衛星通訊裝備和電戰設備，能進行空襲和砲兵管制。

### M1131炮兵觀測車
M1131炮兵觀測車搭載3D地形資訊系統，和M1129、M1128等其他史崔克或後方砲兵陣地即時連結，在戰況最激烈前緣呼叫火力支援，免除傳統用無線電報讀座標的砲擊產生的時間誤差和誤擊。

### M1132工兵車
M1132工兵車由史崔克旅級戰鬥隊直屬的唯一工兵連使用，有各種工兵用具可以維修或建造野戰設施還能部署或清除地雷。

### M1133野戰急救車
M1133野戰急救車有醫療設備以運送傷兵。

### M1134反戰車飛彈車
M1134反戰車飛彈車由史崔克旅級戰鬥隊直屬的反戰車小隊使用，是史崔克旅級戰鬥隊主要反戰車打擊火力。配備BGM-71拖式飛彈。

### M1135核生化偵測車
M1135核生化偵測車有防輻射和防毒設備、化學監測設備。

### M1296龍騎兵步兵戰車
M1296龍騎兵步兵戰車為M1126裝甲運兵車的改進型號，使用了1門XM813 30毫米自動炮，為Mk 44巨蝮二式鏈炮的改進型。

### 史崔克 M-SHORAD
主條目：史崔克 M-SHORAD

### 定向能量機動型短程防空系統
定向能量機動型短程防空系統(DE-MSHORAD)也就是俗稱的雷射防空車，首批有4輛，是將50千瓦的雷射武器，安裝在史崔克輪型裝甲車 (Stryker)上，也可簡稱史崔克雷射車。

## 武裝
以產量最大的基礎型M1126而言，車體上配有Kongsberg Defence & Aerospace製造的一體式遙控武器塔，設置12.7mm口徑白朗寧M2重機槍一門，子彈400發。7.62mm機槍M240一門子彈3,400發，40mm榴彈發射器120發，塔上還有電視瞄準鏡和紅外線夜視鏡。最大優點是都市巷戰中人員不必探出車外操作機槍，可以在車內控制一切武器。
裝甲方面為了適合空運，只有輕裝甲的IBD防彈鋼板，另外到了戰場上可以因戰況加掛複合反應裝甲，300公尺內防禦14.5mm以下子彈直擊和155mm以下砲彈的碎片；車內有杜邦公司專利製造的人工纖維覆層，防止裝甲外殼受擊後內側受震波剝落四射殺傷車內人員。車體底盤另有防地雷裝甲。 
美国政府在伊拉克戰爭的實戰中發現資訊戰的策略並不能完全防止史崔克裝甲車被埋伏的RPG-7火箭筒偷襲，所以臨時追加一種柵欄式外加裝甲，提前引爆弹頭，使破甲彈的金屬射流失稳，避免或降低了彈藥穿透車体或炮塔基本装甲的概率。但這也造成諸多美國國會議員質疑史崔克的設計原始構想就有問題，部分美國國會議員认为其實改裝型的M113舊式裝甲車就能取代史崔克的所有功能，不需要再花大錢製造新型的史崔克裝甲車。

## 使用國
- 美國陸軍
- 哥倫比亞
- 泰國：70輛M1126裝甲運兵車[6]。
- 乌克兰：俄羅斯入侵烏克蘭期間，美國政府於2023年6月13日公佈軍事援助烏克蘭的清單中首度出現此項目，在2023年6月至7月間軍援宣布前後五批，總和數量189輛，並加配20組除雷犁。[7][8][9][10][11]撥由烏克蘭空降突擊軍第80空降突擊旅、烏克蘭陸軍機械化步兵第24旅使用。

## 美國所有配備史崔克系列武器的單位
一個史崔克戰鬥旅一般由3個機動步兵營、1個偵查營、1個砲兵營、1個工兵連、1個支援營、1個通信連、1個情報連、1個反戰車連组成。
目前美國陸軍已经有6個现役陸軍旅级战斗队、1個陆军国民警卫队旅级战斗队、2个陆军正规团已經編成装备史崔克装甲车的部队。
- 陆军第1装甲师第1旅级战斗队（驻扎在德克萨斯州）
- 陆军第2步兵师第3旅级战斗队（駐紮在華盛頓州）
- 陆军第2步兵师第4旅级战斗队（駐紮在華盛頓州）
- 陆军第2步兵师第5旅级战斗队（駐紮在華盛頓州）
- 陆军第25步兵师第1旅级战斗队（駐紮在阿拉斯加州）
- 陆军第25步兵师第2旅级战斗队（駐紮在夏威夷州）
- 陆军第25步兵师第56旅级战斗队（賓州陸軍國民警衛隊）
- 陆军第2装甲騎兵團（驻德美軍基地）
- 陆军第3装甲骑兵团（驻德美軍基地）

## 各國八輪裝甲車比較
| 名稱                | 生產國         | 車體 | 全長    | 全寬    | 全高    | 重量                                  | 最高速度                        | 乘員數                 | 武装 |
| ------------------- | -------------- | ---- | ------- | ------- | ------- | ------------------------------------- | ------------------------------- | ---------------------- | --- |
| CM-32/ 33雲豹裝甲車 | 中華民國       |      | 7 m     | 2.7 m   | 2.3 m   | 22 噸                                 | 105 km/h                        | 車員3 人 步兵 6-7人    | T112 105毫米滑膛炮 12.7毫米遙控機槍塔 T74V 7.62毫米同軸機槍 或Mk 44 30毫米機炮 T74 7.62毫米排用機槍×2 或TS-96遙控武器站： (T91 40毫米自動榴彈發射器 T74V 7.62毫米排用機槍) T85 66毫米4聯裝煙霧彈發射器×4 |
| ZBL-08步兵戰車      | 中华人民共和国 |      | 8 m     | 3 m     | 2.1 m   | 21 噸                                 | 100 km/h                        | 車員3 人 歩兵 7人      | 105毫米滑膛炮 或122毫米榴彈炮 或30毫米ZPT-99機炮 7.62毫米80式同軸機槍 改進型紅箭-73C反戰車飛彈 |
| BTR-90              | 俄羅斯         |      | 7.64 m  | 3.20 m  | 2.98 m  | 20.9 噸                               | 100 km/h（陸上） 9 km/h（水上） | 車員3 人 歩兵 7人      | 巴赫斯-U遙控武器站： (30毫米2A42機炮 或100毫米2A70線膛炮 30毫米AGS-17自動榴彈發射器 12.7毫米Kord重機槍 7.62毫米PKT同軸機槍 或30毫米2A72同軸機炮 AT-5拱肩反戰車飛彈 66毫米3聯裝煙霧彈發射器×2) |
| 迴旋鏢裝甲運兵車    | 俄羅斯         |      | 8.805 m | 3.187 m | 3.185 m | 34 噸                                 | 100 km/h                        | 車員3 人 歩兵 7-8人    | 12.7毫米Kord重機槍 或「迴旋鏢」-BM遙控炮塔： (2A42 30毫米機炮 AT-14守寶妖精反戰車飛彈 7.62毫米PKT同軸機槍) 或AU-220M貝加爾湖遙控武器站： (57毫米BM-57加農炮 7.62毫米PK通用機槍×2) 或125毫米2A45滑膛炮 AT-11狙擊手A/B反戰車飛彈 7.62毫米PK通用機槍×2 或9K333柳樹便攜式防空飛彈 或120毫米2S12 Sani迫擊炮 7.62毫米PK通用機槍                                                               |
| VBCI裝步戰車        | 法國           |      | 7.6 m   | 2.98 m  | 3 m     | 25.6 噸                               | 100 km/h                        | 車員3 人 歩兵 9人      | 25毫米M811機炮 7.62毫米NF1同軸機槍 |
| 拳師裝甲車          | 德国           |      | 7.93 m  | 2.99 m  | 2.37 m  | 24公噸 （標準型） 36.5公噸 （戰鬥型） | 103 km/h                        | 車員3 人 歩兵 8人      | 35毫米歐瑞康35/1000轉輪式機炮 或FLW遙控武器站： (12.7毫米白朗寧M2重機槍 或7.62毫米MG3通用機槍 或20毫米Mk 20 Rh-202機炮 或40毫米HK GMG自動榴彈發射器 66毫米3聯裝煙霧彈發射器×2) |
| LAV-25裝甲車        | 加拿大         |      | 6.39 m  | 2.5 m   | 2.69 m  | 12.8 噸                               | 100 km/h                        | 車員3 人 步兵 4人      | 25毫米M242機炮 或BGM-71拖式飛彈×16 或81毫米M252迫擊炮 7.62毫米M240通用機槍×1/×2 或25毫米GAU-12平衡者機炮 FIM-92刺針便攜式防空飛彈×16 66毫米M6 4聯裝煙霧彈發射器×2 |
| 史崔克裝甲車        | 美国           |      | 6.95 m  | 2.72 m  | 2.64 m  | 16.47 噸                              | 100 km/h                        | 車員2 人 歩兵 9人      | 105毫米M68A1E4/A2滑膛炮 或120毫米M121迫擊炮 或81毫米M252迫擊炮 或防禦者M151遙控武器站： (12.7毫米白朗寧M2重機槍 或7.62毫米M240通用機槍 或40毫米Mk 19自動榴彈發射器 66毫米M6 4聯裝煙霧彈發射器×4) 或BGM-71拖式飛彈 12.7毫米M2重機槍 7.62毫米M240通用機槍 或60毫米M224迫擊炮 或81毫米M252迫擊炮 或30毫米Mk 44巨蝮二式鏈炮 M240C7.62毫米同軸機槍                                           |
| 半人馬裝甲車        | 義大利         |      | 7.85 m  | 2.94 m  | 2.94 m  | 25 噸                                 | 110 km/h                        | 車員4 人 歩兵 8人      | 105毫米52倍徑線膛炮 或120毫米45倍徑滑膛炮 或KBA 25毫米機炮 拉斐爾長釘反戰車飛彈 MG3通用機槍×2 80毫米4聯裝煙霧彈發射器×2 |
| AMV裝甲車           | 芬兰           |      | 7.7 m   | 2.8 m   | 2.3 m   | 16-26 噸                              | 100 km/h                        | 車員2-3 人 歩兵 8-12人 | M68A1 105毫米滑膛炮 或AMOS 120毫米迫擊炮 或防禦者M151遙控武器站： (白朗寧M2 12.7毫米重機槍 或HK GMG 40毫米自動榴彈發射器 M6 66毫米4聯裝煙霧彈發射器×4) |
| KTO狼獾             | 波蘭           |      | 7.7 m   | 2.8 m   | 2.3 m   | 22 噸                                 | 100 km/h                        | 車員3 人 歩兵 8人      | 120毫米M120K Rak後膛裝填式迫擊炮 或拉斐爾長釘-LR反戰車飛彈 或重拳砲塔： （30毫米Mk 44巨蝮二式鏈炮 7.62毫米UKM-2000C同軸機槍 902A ZM Dezamet 81毫米6聯裝煙霧彈發射器） 或ZSSW-30遙控武器系統：（30毫米Mk 44巨蝮二式鏈炮 7.62毫米UKM-2000C同軸機槍 拉斐爾長釘-LR反戰車飛彈×2 GAk-81 81毫米4聯裝煙霧彈發射器×2） 或Hitrole遙控武器站： （12.7毫米WKM-B重機槍 或40毫米Mk 19自動榴彈發射器） |
| 潘德2型裝甲車       | 奥地利         |      | 7.02 m  | 2.67 m  | 1.85 m  | 22 噸                                 | 105 km/h                        | 車員2 人 歩兵 12人     | 105毫米M68A1戰車炮 或81毫米M252迫擊炮 或拉斐爾參孫遙控武器站： (30毫米Mk 44機炮 或12.7毫米白朗寧M2重機槍 拉斐爾長釘-LR反戰車飛彈 各種機槍 66毫米3聯裝煙霧彈發射器×2) |
| 96式裝甲運兵車      | 日本           |      | 6.84 m  | 2.48 m  | 1.85 m  | 14.5 噸                               | 100 km/h                        | 車員2 人 歩兵 8人      | 白朗寧M2 12.7毫米重機槍 或豐和96式40毫米自動榴彈發射器 |
| 泰瑞克斯裝甲車      | 新加坡         |      | 7 m     | 2.7 m   | 2.1 m   | 25 噸                                 | 110 km/h                        | 車員2 人 歩兵 12人     | RWS遙控武器平台： (40mmCIS 40 AGL自動榴彈發射器 7.62mmM240C同軸機槍 66mmCIS SGL 3聯裝煙霧彈發射器×2) |
| BTR-3               | 乌克兰         |      | 7.65 m  | 2.9 m   | 2.9 m   | 16.4噸                                | 85 km/h                         | 車員3 人 歩兵 6人      | 暴风遥控武器系统： (30mmZTM-1機炮 30mmKBA-117自動榴彈發射器 7.62mmKT同軸機槍 R-2障礙反戰車飛彈 81mm3聯裝AEK-902雲式煙霧彈發射器×2) |
| BTR-4               | 乌克兰         |      | 7.76 m  | 2.93 m  | 3.20 m  | 19.8噸                                | 110 km/h                        | 車員3 人 歩兵 8人      | 暴风遥控武器系统： (30mmZTM-1機炮 30mmKBA-117自動榴彈發射器 7.62mmKT同軸機槍 R-2障礙反戰車飛彈 81mm3聯裝AEK-902雲式煙霧彈發射器×2) |

1. ↑  加上頂部瞄準器

## 流行文化

### 電影
在超人：鋼鐵英雄與閃電俠 (電影)中隨着氪星毀滅而與忠誠者一同脫離幻影區的薩德將軍，靠追蹤北極偵察船的信號抵達地球外圍，入侵全球網絡威脅身在地球的氪星人投降後，美軍卡爾文·史旺維克中將曾率領由M1296龍騎兵步兵戰車等裝甲車所組成的部隊前往美國一處沙漠，與氪星人交涉。
在电子游戏《战争雷霆》2020年11月17号的版本“新征程”中加入了M1128 MGS

## 外部連結

### 美軍官方
- Army Stryker site（页面存档备份，存于）
- Stryker Brigade Combat Team Project Management Office
- 3rd Brigade / 2nd Infantry Division homepage
- 1st Brigade / 25th Infantry Division homepage
- 172nd Stryker Brigade Combat Team homepage
- 5th Brigade / 2nd Infantry Division[永久] homepage

### 其他網站
- 史崔克構型圖[永久]
- Stryker destroys VBIED from distance (video)
- Stryker photos and walk arounds at Prime Portal （页面存档备份，存于）
- Army Technology - Stryker （页面存档备份，存于）
- Extract from International Defence Review article about Stryker Brigade Combat Teams, April 2006 （页面存档备份，存于）
- General Dynamics Land Systems Canada: Website of the Stryker Vehicle manufacturer
- A non-military website dedicated to the troops in the Stryker Brigades （页面存档备份，存于）
- Stryker Information and Images
- A 2003 report criticizing the Stryker program as a whole （页面存档备份，存于）
- Canadian site talking about Strykers in Urban warfare （页面存档备份，存于）
- Defense Industry Daily looks at a recent Czech IFV competition, with links and information re: a number of European wheeled infantry fighting vehicles （页面存档备份，存于）.
- Stryker （页面存档备份，存于） at army-guide.com
- Stryker at howstuffworks.com